# Ухманы
Ухма́ны (чув. Вӑрманкас Ухман, Вӑрманкас) — село в Канашском районе Чувашской Республики. Административный центр Ухманского сельского поселения.

## География
Находится в центральной части Чувашии, на расстоянии приблизительно 6 км на северо-запад по прямой от районного центра города Канаш.

## История
Основано переселенцами с Арской даруги Казанского уезда еще до XVIII века. Впервые упоминается в 1710 году как деревня Биболдина из 25 дворов. В 1721 году учтено 234 мужчины, в 1795 году 100 дворов, 622 жителя, в 1858 208 дворов и 1117 жителей, в 1897 1773 человека. К началу XX века состояло из околотков: Вурманкасы, Пуяккасы (Пуянкасы), Конторкасы (все ныне в составе Ухманов), и Чиршкасы. В 1926 году они все учитывались отдельно: 216 дворов и 1040 жителей (Вурманкасы), 102 двора и 465 жителей (Конторкасы), 58 дворов и 307 жителей (Чиршкасы), 74 двора и 383 жителя (Пуяккасы). В 1939 году так же: 1151 человек (Вурманкасы), 371 (Конторкасы), 374 (Чиршкасы) и 413 (Пуянкасы). С 1948 года единое село Ухманы. В 1979 году было 1833 жителя. В 2002 году было 506 дворов, в 2010—418 домохозяйств. В 1930 году был образован колхоз «Победа». Имеется действующая Никольская церковь (1899—1937, с 1996).

## Население
Постоянное население составляло 1383 человека (чуваши 98 %) в 2002 году, 1228 в 2010.